# Neuszisz szerkesztés
A geometriában a neuszisz szerkesztés feladata: egy adott hosszúságú szakaszt két vonal közé beilleszteni úgy, hogy a szakasz egyenese egy adott ponton menjen át.

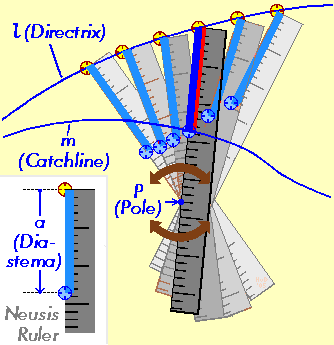
Neuszisz szerkesztés

A νεύσις szó a görög νεύεν (hajlás) szó többesszáma. A szerkesztést az ókori görög geométerek gyakran használták, elsősorban olyan feladatok megoldására, amelyeket a körző és a vonalzó kizárólagos használatával (euklideszi szerkesztés) nem tudtak megoldani. A szerkesztés alkalmazásáról az antik tudományos irodalomban számtalan említés történik. Az alexandriai Nikomédész (i. e. 240 k.) speciális eszközt – konhoisz körzőt – konstruált a művelet egyszerűsítésére. (Tévedés azt hinni, hogy csak a körzős-vonalzós szerkesztéseket engedték meg, csupán azokat tartották egyszerűbbnek, elemibbnek. A többi eszközt és az egyenestől-körtől különböző görbéket használó szerkesztéseket magasabbrendűnek nevezték.[forrás?])
Az elvégzéséhez Nikomédész találmányától függetlenül a közönséges egyélű vonalzót használták, amin egy, a feladathoz alkalmas szakaszt - diasztéma (távolság) - jelöltek meg: neuszisz vonalzó, N-vonalzó, betoló vonalzó. Az a vonal (l), amelyen a szakasz egyik pontját vezetjük a direktrix (vezérvonal), a másik pontot kell a célvonalig (m) mozgatni. A rögzített pont (P) a szerkesztés pólusa. Az animáció a szögharmadolás Arkhimédész-féle megoldását mutatja be N-vonalzóval végrehajtott neuszisz szerkesztéssel.